# Силкин, Александр Степанович
Александр Степанович Силкин — советский хозяйственный, государственный и политический деятель.

## Биография
Родился в 1911 году в Ораниенбауме. Член КПСС.
С 1929 года — на хозяйственной, общественной и политической работе. В 1929—1969 гг. — ученик слесаря, слесарь-трубопроводчик, инженер, заместитель главного инженера завода по инструментальным цехам, главный механик Ижевского машиностроительного завода, первый секретарь Ижевского городского комитета КПСС, начальник политотдела в КБ-11, первый секретарь Кремлёвского/Саровского горкома КПСС, заместитель председателя Волго-Вятского совнархоза.
Делегат XIX, XX и XXII съездов КПСС.
Умер в Горьком в 1969 году. Похоронен на кладбище «Марьина Роща».